# Dubnícke bane
Dubnícke bane je chráněný areál v oblasti Prešov.
Nachází se v katastrálním území obce Červenica v okrese Prešov v Prešovském kraji, poblíž osady Dubník. Území bylo vyhlášeno v roce 1964 na rozloze 6 ha, ochranné pásmo nebylo stanoveno. Předmětem ochrany jsou opuštěné důlní štoly, ve kterých sídlí více druhů netopýrů.